# Dani Osvaldo
Pablo Daniel "Dani" Osvaldo ([dani ozvaldo]; * 12. ledna 1986, Lanús, Argentina) je bývalý profesionální fotbalista, který hrál jako fotbalový útočník. Narodil a vyrostl v Argentině, ale reprezentoval Itálii.
Hrál v Atalantě BC, Fiotentině, Espanyolu, AS Římě, Juventusu, Interu Milán a FC Portu.